# Victor Brattström
Victor Carl Brattström, född 22 mars 1997 i Björlanda församling i Göteborg, är en svensk professionell ishockeymålvakt som spelar för AIK Hockey i HockeyAllsvenskan. Hans moderklubb är Frölunda HC. 